# Gordius setiger
Gordius setiger är en djurart som tillhör fylumet tagelmaskar, och som beskrevs av Schneider 1866. Gordius setiger ingår i släktet Gordius, och familjen Gordiidae. Inga underarter finns listade i Catalogue of Life.